# Юка
Юка (Yúcca) е род многогодишни храсти и дървета от семейство Зайчесянкови, подсемейство Агавови. Включва 40–50 вида, които се отличават със своите розетки от вечнозелени, жилави листа с мечовидна форма и големи съцветия от бели или белезникави цветове. Произхождат от горещите и сухи части на Северна и Южна Америка и Карибите. 
Ранните съобщения за вида го объркват с маниока (Manihot esculenta), в резултат на което Линей погрешно извлича родовото име от думата за „маниока“ на езика на таино – yuca.

## Описание
Стъблото е дървовидно, понякога разклонено. Цветовете са събрани в едри съцветия, различни по цвят и форма. От листата им се получават влакна за въжета.

## Разпространение
Естественият ареал на разпространение на рода Юка (включващ 49 вида и 24 подвида) обхваща обширна територия на Америка. Родът е представен от Мексико до Гватемала (Yucca guatemalensis). Простира се и на север през Долна Калифорния на запад, на север в югозападната част на Съединените щати, през по-сухите централни щати чак на север до Южна Албърта в Канада (Yucca glauca ssp. albertana).
Юка има местни видове и на север в крайбрежните низини и сухи плажни храсталаци на крайбрежните райони на югоизточните Съединени щати, покрай Мексиканския залив и южните щати покрай Атлантика от Тексас до Мериленд.
Различните видове юка са се адаптирали към широка гама от климатични и екологични условия. Те могат да бъдат намерени в скалисти пустини и пусти земи, в прерии и пасища, в планински райони, в светли гори, в крайбрежни пясъчни терени (Yucca filamentosa) и дори в субтропични и полуумерени зони.
Много видове са декоративни. Някои видове се отглеждат и в Европа. В България се отглеждат 2 декоративни вида.